# Фонда (Айова)
Фонда (англ. Fonda) — місто (англ. city) в США, в окрузі Покахонтас штату Айова. Населення — 636 осіб (2020).

## Географія
Фонда розташована за координатами 42°34′54″ пн. ш. 94°50′45″ зх. д. / 42.58167° пн. ш. 94.84583° зх. д. (42.581696, -94.845942).  За даними Бюро перепису населення США в 2010 році місто мало площу 2,71 км², уся площа — суходіл.

## Демографія
Згідно з переписом 2010 року, у місті мешкала 631 особа в 259 домогосподарствах у складі 157 родин. Густота населення становила 233 особи/км².  Було 329 помешкань (121/км²).
Расовий склад населення:
| - 94,3 % — білих - 0,5 % — вихідців з тихоокеанських островів - 0,5 % — чорних або афроамериканців - 0,3 % — азіатів - 2,5 % — осіб інших рас |

До двох чи більше рас належало 1,9 %. Частка іспаномовних становила 8,7 % від усіх жителів.
За віковим діапазоном населення розподілялося таким чином: 23,8 % — особи молодші 18 років, 55,3 % — особи у віці 18—64 років, 20,9 % — особи у віці 65 років та старші. Медіана віку мешканця становила 46,1 року. На 100 осіб жіночої статі у місті припадало 97,2 чоловіків;  на 100 жінок у віці від 18 років та старших — 95,5 чоловіків також старших 18 років.
Середній дохід на одне домашнє господарство  становив 42 118 доларів США (медіана — 39 750), а середній дохід на одну сім'ю — 53 571 долар (медіана — 55 795). За межею бідності перебувало 16,7 % осіб, у тому числі 18,1 % дітей у віці до 18 років та 15,4 % осіб у віці 65 років та старших.
Цивільне працевлаштоване населення становило 249 осіб. Основні галузі зайнятості: виробництво — 22,9 %, освіта, охорона здоров'я та соціальна допомога — 22,9 %, роздрібна торгівля — 10,0 %, публічна адміністрація — 10,0 %.